# Acanthophasma
Acanthophasma is een geslacht van Phasmatodea uit de familie Diapheromeridae. De wetenschappelijke naam van dit geslacht is voor het eerst geldig gepubliceerd in 2000 door Chen & He.

## Soorten
Het geslacht Acanthophasma  is monotypisch en omvat slechts de volgende soort:
- Acanthophasma varium (Chen & He, 1992)